# 艾瑟爾湖

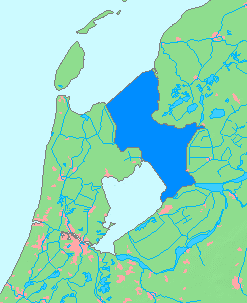
地圖中藍色的區域即為艾瑟爾湖

艾瑟尔湖（發音：[ɛisəlˈmeːr]）是荷蘭中央的一個淺的淡水湖，面積為1100km²，平均深度為5－6米。艾瑟尔湖是須德海在1933年被阿夫鲁戴克大堤（Afsluitdijk）所隔開後，所形成的人工湖。

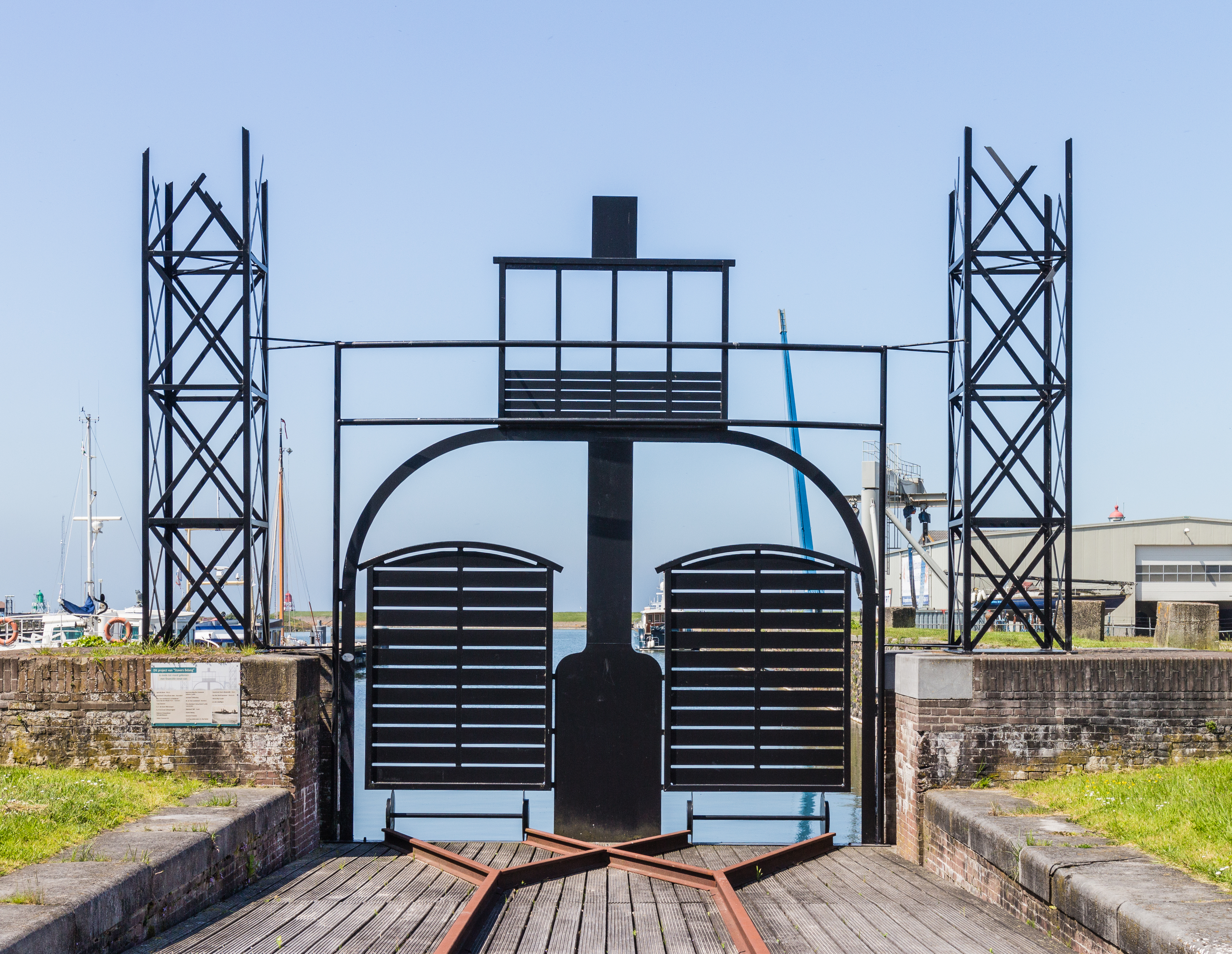
斯塔福伦一侧的火车轮渡渡口

在1886年至1936年间，湖上有铁路轮渡，载着鐵路貨車来往湖西岸的恩克赫伊曾和东岸的斯塔福伦。